# Llista d'asteroides/215601-215700
| Nom      | Designació provisional | Data de descobriment   | Lloc de descobriment | Descobridor/s            |
| -------- | ---------------------- | ---------------------- | -------------------- | ------------------------ |
| 215601 - | 2001 BP11              | 15 de setembre de 2003 | Haleakala            | NEAT                     |
| 215602 - | 2003 RO20              | 15 de setembre de 2003 | Anderson Mesa        | LONEOS                   |
| 215603 - | 2003 SH13              | 16 de setembre de 2003 | Kitt Peak            | Spacewatch               |
| 215604 - | 2003 SY14              | 17 de setembre de 2003 | Kitt Peak            | Spacewatch               |
| 215605 - | 2003 SU29              | 18 de setembre de 2003 | Palomar              | NEAT                     |
| 215606 - | 2003 SF36              | 17 de setembre de 2003 | Klet                 | J. Ticha i M. Tichy      |
| 215607 - | 2003 SD38              | 16 de setembre de 2003 | Palomar              | NEAT                     |
| 215608 - | 2003 SX60              | 17 de setembre de 2003 | Kitt Peak            | Spacewatch               |
| 215609 - | 2003 SL67              | 19 de setembre de 2003 | Socorro              | LINEAR                   |
| 215610 - | 2003 SA83              | 18 de setembre de 2003 | Kitt Peak            | Spacewatch               |
| 215611 - | 2003 SN90              | 18 de setembre de 2003 | Socorro              | LINEAR                   |
| 215612 - | 2003 SS96              | 19 de setembre de 2003 | Socorro              | LINEAR                   |
| 215613 - | 2003 SW110             | 20 de setembre de 2003 | Palomar              | NEAT                     |
| 215614 - | 2003 SW121             | 17 de setembre de 2003 | Haleakala            | NEAT                     |
| 215615 - | 2003 SH125             | 19 de setembre de 2003 | Palomar              | NEAT                     |
| 215616 - | 1998 BG22              | 19 de setembre de 2003 | Socorro              | LINEAR                   |
| 215617 - | 2003 SW128             | 20 de setembre de 2003 | Palomar              | NEAT                     |
| 215618 - | 1989 TW6               | 20 de setembre de 2003 | Anderson Mesa        | LONEOS                   |
| 215619 - | 2003 SQ168             | 23 de setembre de 2003 | Haleakala            | NEAT                     |
| 215620 - | 1996 TJ69              | 26 de setembre de 2003 | Socorro              | LINEAR                   |
| 215621 - | 2003 SA214             | 26 de setembre de 2003 | Desert Eagle         | W. K. Y. Yeung           |
| 215622 - | 2003 SJ223             | 29 de setembre de 2003 | Desert Eagle         | W. K. Y. Yeung           |
| 215623 - | 1998 QV56              | 27 de setembre de 2003 | Kitt Peak            | Spacewatch               |
| 215624 - | 2003 SF235             | 26 de setembre de 2003 | Klet                 | Klet                     |
| 215625 - | 2003 SX250             | 26 de setembre de 2003 | Socorro              | LINEAR                   |
| 215626 - | 2003 SF258             | 28 de setembre de 2003 | Kitt Peak            | Spacewatch               |
| 215627 - | 2003 SV262             | 28 de setembre de 2003 | Socorro              | LINEAR                   |
| 215628 - | 2003 SP271             | 25 de setembre de 2003 | Haleakala            | NEAT                     |
| 215629 - | 1996 XT29              | 28 de setembre de 2003 | Socorro              | LINEAR                   |
| 215630 - | 1998 SL73              | 28 de setembre de 2003 | Anderson Mesa        | LONEOS                   |
| 215631 - | 2002 GJ75              | 30 de setembre de 2003 | Anderson Mesa        | LONEOS                   |
| 215632 - | 2001 FM135             | 18 de setembre de 2003 | Palomar              | NEAT                     |
| 215633 - | 2003 ST321             | 22 de setembre de 2003 | Palomar              | NEAT                     |
| 215634 - | 2003 SO339             | 26 de setembre de 2003 | Apache Point         | Sloan Digital Sky Survey |
| 215635 - | 1999 JX13              | 1 d'octubre de 2003    | Kitt Peak            | Spacewatch               |
| 215636 - | 2003 TP16              | 15 d'octubre de 2003   | Anderson Mesa        | LONEOS                   |
| 215637 - | 2003 TG41              | 2 d'octubre de 2003    | Kitt Peak            | Spacewatch               |
| 215638 - | 2003 TW49              | 3 d'octubre de 2003    | Haleakala            | NEAT                     |
| 215639 - | 2003 TW58              | 15 d'octubre de 2003   | Anderson Mesa        | LONEOS                   |
| 215640 - | 2002 GS67              | 16 d'octubre de 2003   | Kitt Peak            | Spacewatch               |
| 215641 - | 2003 UJ24              | 21 d'octubre de 2003   | Kitt Peak            | Spacewatch               |
| 215642 - | 2003 UB26              | 23 d'octubre de 2003   | Anderson Mesa        | LONEOS                   |
| 215643 - | 2003 UJ27              | 23 d'octubre de 2003   | Goodricke-Pigott     | R. A. Tucker             |
| 215644 - | 1996 TT66              | 22 d'octubre de 2003   | Goodricke-Pigott     | R. A. Tucker             |
| 215645 - | 2001 FS174             | 17 d'octubre de 2003   | Kitt Peak            | Spacewatch               |
| 215646 - | 2003 US63              | 16 d'octubre de 2003   | Palomar              | NEAT                     |
| 215647 - | 2003 UN71              | 19 d'octubre de 2003   | Kitt Peak            | Spacewatch               |
| 215648 - | 2003 UF78              | 17 d'octubre de 2003   | Anderson Mesa        | LONEOS                   |
| 215649 - | 2003 UT103             | 20 d'octubre de 2003   | Palomar              | NEAT                     |
| 215650 - | 2002 QA102             | 19 d'octubre de 2003   | Palomar              | NEAT                     |
| 215651 - | 2003 UT110             | 22 d'octubre de 2003   | Kitt Peak            | Spacewatch               |
| 215652 - | 2003 UE116             | 21 d'octubre de 2003   | Socorro              | LINEAR                   |
| 215653 - | 2003 UM121             | 19 d'octubre de 2003   | Kitt Peak            | Spacewatch               |
| 215654 - | 2003 UK141             | 18 d'octubre de 2003   | Anderson Mesa        | LONEOS                   |
| 215655 - | 2001 FH88              | 20 d'octubre de 2003   | Socorro              | LINEAR                   |
| 215656 - | 2003 UD159             | 20 d'octubre de 2003   | Kitt Peak            | Spacewatch               |
| 215657 - | 2003 UT162             | 21 d'octubre de 2003   | Socorro              | LINEAR                   |
| 215658 - | 2001 DA78              | 21 d'octubre de 2003   | Socorro              | LINEAR                   |
| 215659 - | 2000 CZ127             | 21 d'octubre de 2003   | Palomar              | NEAT                     |
| 215660 - | 2003 UO178             | 21 d'octubre de 2003   | Palomar              | NEAT                     |
| 215661 - | 2003 UZ179             | 21 d'octubre de 2003   | Socorro              | LINEAR                   |
| 215662 - | 2003 UG188             | 22 d'octubre de 2003   | Socorro              | LINEAR                   |
| 215663 - | 2003 UX210             | 23 d'octubre de 2003   | Kitt Peak            | Spacewatch               |
| 215664 - | 2003 UL214             | 24 d'octubre de 2003   | Haleakala            | NEAT                     |
| 215665 - | 2003 UJ228             | 23 d'octubre de 2003   | Anderson Mesa        | LONEOS                   |
| 215666 - | 2003 UO242             | 24 d'octubre de 2003   | Socorro              | LINEAR                   |
| 215667 - | 2003 UX261             | 26 d'octubre de 2003   | Anderson Mesa        | LONEOS                   |
| 215668 - | 2003 UG266             | 28 d'octubre de 2003   | Socorro              | LINEAR                   |
| 215669 - | 2003 UV274             | 30 d'octubre de 2003   | Haleakala            | NEAT                     |
| 215670 - | 2003 UO277             | 25 d'octubre de 2003   | Socorro              | LINEAR                   |
| 215671 - | 1999 XV187             | 26 d'octubre de 2003   | Kitt Peak            | Spacewatch               |
| 215672 - | 2003 UU284             | 21 d'octubre de 2003   | Palomar              | NEAT                     |
| 215673 - | 2003 UO379             | 22 d'octubre de 2003   | Apache Point         | Sloan Digital Sky Survey |
| 215674 - | 2003 UJ381             | 22 d'octubre de 2003   | Apache Point         | Sloan Digital Sky Survey |
| 215675 - | 2003 UF405             | 23 d'octubre de 2003   | Apache Point         | Sloan Digital Sky Survey |
| 215676 - | 2003 VJ11              | 15 de novembre de 2003 | Palomar              | NEAT                     |
| 215677 - | 2003 WN                | 16 de novembre de 2003 | Catalina             | CSS                      |
| 215678 - | 2003 WR                | 16 de novembre de 2003 | Catalina             | CSS                      |
| 215679 - | 2003 WL59              | 18 de novembre de 2003 | Kitt Peak            | Spacewatch               |
| 215680 - | 2003 WS85              | 20 de novembre de 2003 | Palomar              | NEAT                     |
| 215681 - | 1998 KY1               | 23 de novembre de 2003 | Kitt Peak            | Spacewatch               |
| 215682 - | 1999 TU234             | 26 de novembre de 2003 | Kitt Peak            | Spacewatch               |
| 215683 - | 2003 WB156             | 29 de novembre de 2003 | Socorro              | LINEAR                   |
| 215684 - | 2003 WR158             | 28 de novembre de 2003 | Kitt Peak            | Spacewatch               |
| 215685 - | 2003 WK185             | 21 de novembre de 2003 | Kitt Peak            | M. W. Buie               |
| 215686 - | 2003 XG43              | 15 de desembre de 2003 | Kitt Peak            | Spacewatch               |
| 215687 - | 2003 YP12              | 17 de desembre de 2003 | Anderson Mesa        | LONEOS                   |
| 215688 - | 2003 YC45              | 20 de desembre de 2003 | Socorro              | LINEAR                   |
| 215689 - | 2003 YT51              | 18 de desembre de 2003 | Socorro              | LINEAR                   |
| 215690 - | 2003 YM54              | 19 de desembre de 2003 | Kitt Peak            | Spacewatch               |
| 215691 - | 2003 YT56              | 19 de desembre de 2003 | Socorro              | LINEAR                   |
| 215692 - | 2003 YK68              | 19 de desembre de 2003 | Socorro              | LINEAR                   |
| 215693 - | 2003 YC69              | 20 de desembre de 2003 | Socorro              | LINEAR                   |
| 215694 - | 2003 YD78              | 18 de desembre de 2003 | Socorro              | LINEAR                   |
| 215695 - | 2003 YU84              | 19 de desembre de 2003 | Kitt Peak            | Spacewatch               |
| 215696 - | 2000 AG116             | 19 de desembre de 2003 | Socorro              | LINEAR                   |
| 215697 - | 2003 YM102             | 19 de desembre de 2003 | Socorro              | LINEAR                   |
| 215698 - | 2003 YE117             | 27 de desembre de 2003 | Socorro              | LINEAR                   |
| 215699 - | 1994 XG4               | 27 de desembre de 2003 | Kitt Peak            | Spacewatch               |
| 215700 - | 2003 YE120             | 27 de desembre de 2003 | Socorro              | LINEAR                   |